# Antonio Bonfadini
Antonio Bonfadini (Ferrara, 1400 circa – Cotignola, 1º dicembre 1482) è stato un francescano italiano.
È venerato come beato dalla Chiesa cattolica.

## Vita e opere
Antonio Bonfadini nacque a Ferrara nei primi anni del XV secolo.
In età adulta (1439) entrò nel convento dei Frati minori della sua città.
Il 27 maggio 1458 ricevette a Bologna l'ordinazione sacerdotale.
In età avanzata, si recò in Terra santa. Al ritorno, decise di stabilirsi a Cotignola, nella Romagna d'Este.
Morì a Cotignola il 1º dicembre 1482.
Nel 1495 la sua salma fu traslata nella nuova chiesa dei frati minori, terminata in quell'anno. Il suo corpo fu trovato perfettamente conservato e incorrotto. Si diffuse ben presto, attorno alla sua figura, la fama di santo. I fedeli che si recarono a pregare sulla sua tomba divennero sempre più numerosi. I frati minori decisero di celebrare la sua festa il lunedì di Pasqua, in memoria del giorno della traslazione della salma, avvenuta il 14 aprile 1495.
Il 12 aprile 1666 fu inaugurata l'attuale cappella, dove il beato riposa in un'artistica urna.

## Devozione
Gode da sempre di un'enorme venerazione nella cittadina in cui è sepolto, dove è chiamato popolarmente “il santo di Cotignola”.

La Chiesa ha riconosciuto ufficialmente il suo culto il 13 luglio 1901.

A Cotignola, la memoria liturgica del Beato Antonio è celebrata nella chiesa di S. Francesco, nella forma di festa, ogni 1º dicembre.

Il paese lo ricorda soprattutto il lunedì dell'Angelo, che a Cotignola è chiamato "Festa del Santo".